# McMurray (Pennsylvanie)
McMurray est une census-designated place située dans le comté de Washington, dans l’État de Pennsylvanie, aux États-Unis. Lors du recensement de 2020, elle compte 4 736 habitants.